# Enfield FC
Enfield FC is een voetbalclub uit Enfield, een district in de regio Groot-Londen. De club is in 2007 opgericht als Enfield 1893 FC, nadat de oude, in 1893 opgerichte Enfield FC gedwongen een faillissement had aangevraagd, door de torenhoge schulden die de toenmalige praeses had gemaakt. In 2019 werd 1893 uit de clubnaam gehaald. 
Enfield FC had zijn thuisbasis in het eigen district Enfield, maar later ook tijdelijk in Hertfordshire, Borehamwood en Ware. De huidige Enfield FC heeft zijn eigen plek weer gevonden in Enfield, op de Brimsdown Sports Ground, waar ongeveer 3.000 supporters kunnen plaatsnemen.
De rivaal van Enfield FC is Enfield Town FC, aangezien de voormalige rivaal Barnet te groot was geworden om deze nog als rivaal te kunnen beschouwen.

## Bekende (oud-)spelers
- Mark Warburton